# 佐藤聰明
佐藤 聰明（さとう そうめい、1947年1月19日 - ）は、日本の現代音楽作曲家。佐藤 聡明とも表記される。

## 人物
宮城県仙台市出身。作曲を独学。日本大学芸術学部音楽科中退。1983年、エイジアンカルチャーカウンシルの招きでニューヨークに一年間滞在。
作品はアメリカ、ヨーロッパ、環太平洋諸国で幅広く演奏されており、ことにアメリカでは個展が音楽祭等で十数回にわたって催されている。多くの作品がCD、レコード化されており、1988年、CD作品集「LITANIA」がニューヨークタイムズの年間ベスト・レコードに選ばれ、全米公共放送の第二位にランキングされた。
1980年に文化庁芸術祭賞、1997年にニューヨーク・ダンス・アンド・パフォーマンス賞を受賞。1999年、クルト・マズアとニューヨーク・フィルハーモニックが企画した「メッセージス・フォーミレニアム」の際に、オーケストラ曲「KISETSU」を委嘱。2002年、中島健蔵音楽賞を受賞。2015年に映画「FOUJITA」（監督：小栗康平）の作曲を担当した。

## 作品

### オーケストラ
- SUMERU (1982年) ALM/AL- 26
- HOMA (1988年) FONTEC/FOCD-3169, NEW ALBION/NA-56
- RUIKA (1990年) FONTEC/FOCD-3169, NEW ALBION/NA-56
- TOWARD THE NIGHT (1991年) FONTEC/FOCD-3169, NEW ALBION/NA-56
- GRIMMERING DARKNESS (1995年) CAMERATA/30CM-535
- KAMI NO MIURI (1995年) CAMERATA/30CM-535
- BURNING MEDITATION (1995年) LOVELY MUSIC/LCD-3023, MODE-135
- LISTENING TO FRAGRANCES OF THE DUSK (1997年) CAMERATA/30CM-535
- FIREFLY GARDEN (1998年) CAMERATA/30CM-535
- KISETSU (1999年) CAMERATA/CMCD-28032, MODE-135
- FROM THE DEPTH OF SILENCE(2000年) MODE-135
- KYOKOKU(VALLEY)(2000年) CAMERATA/CM-28032, MODE-135
- VIOLIN CONCERTO(2002年) CAMERATA/CM-28032

### 室内楽
- LITANIA (1973年) ALM/AL-11, NEW ALBION/NA- 008
- HYMN FOR THE SUN (1973年) ALM/AL-11
- KAGAMI (MIRROR) (1975年) ALM/AL-11
- COSMIC WOMB (1975年) ALM/AL-23, MODE/MODE-15
- INCARNATION II (1978年) DENON/COCO-6270, ALM/AL-23, NEW ALBION/AL-28
- HEAVENLY SPHERES ARE ILLUMINATED BY LIGHTS, THE (1979年) NEW ALBION/NA-008
- BIRDS IN WARPED TIME II (1980年) NEW ALBION/NA-008,KING/KICC-138
- HOSHI NO MON (GATE INTO THE STARS, A) (1982年) NEW ALBION/NA-008
- KAZE NO KYOKU II (MUSIC OF THE WINDS II) (1984年) ARCADIA/ARC 1993-2
- HIKARI (LIGHT) (1986年) ALM/AL-50
- TOKI NO MON (GATE INTO INFINITY, A) (1988年) NEW ALBION/NA-036
- SHUN-SHU-KA (LAMENT FOR SPRING) (1989年) FONTEC/FOCD-3235, CAMERATA/28CM-628
- LANZAROTE (1993年) EMI CLASSIC/TOCE- 9695,CAMERATA/28CM-628
- INCARNATION I(1977年) CAMERATA/28CM-628
- UZU (VORTEX)(1988年) CAMERATA/28CM-628
- RECITATIVE(1991年) STARK LAND/ST-209
- INNNOCENCE(1996年) EMI/TOCE-55353
- CHORAL(2000年) ZN-168418

### 電子音楽
- EMERALD TABLET (1978年) ALM/AL-23
- MANDARA (1982年) ALM/AL-26, NEW ALBION/NA- 099,NA-016
- MANTRA (1986年) NEW ALBION/NA-016, NA-099
- TANTRA (1990年) NEW ALBION/NA-099

### 声楽曲
- STABAT MATER (1987年) NEW ALBION/NA-016

### 邦楽器を用いた作品
- CHINMOKU (SILENCE) (1977年) ALM/AL-22
- KAZE NO KYOKU (MUSIC OF THE WINDS) (1979年) FONTEC/FOCD-3189, NEW ALBION/NA-069
- KI NO KOE(VOICE OF TREE)(1982年) WORLD WINDOWS/WW-103
- KAMU OGUI GOTO (1989年) CAMERATA/32CM-189
- KOUGETSU (1990年) FONTEC/FOCD-3189, NEW ALBION/NA-069
- SANYOU (1991年) FONTEC/FOCD-3189, NEW ALBION/NA-069
- TAMAOGI KOTO (1994年) CAMERATA/30CM-267
- HI NO KYOKU(1996年) CAMERATA/CMCD-28053
- USUZUMI(2004年) FONTEC/FOCD-9305